# Аргуновская
Аргуно́вская — деревня в Вельском районе Архангельской области. Входит в состав Аргуновского сельского поселения (муниципальное образование «Аргуновское»).

## Географическое положение
Деревня расположена в пригороде города Вельск, на правом берегу реки Вага, притока реки Северная Двина, и соседствует на севере с административным центром Аргуновского сельского поселения, посёлком сельского типа Аргуновский. Расстояние до железнодорожной станции в Вельске составляет 4,5 км по прямой или 7,6 км пути на автотранспорте.
Часовой пояс
Аргуновская, как и вся Архангельская область, находится в часовой зоне МСК (московское время). Смещение применяемого времени относительно UTC составляет +3:00.

## Население
| 2002 | 2010 | 2012 | 2014 |
| ---- | ---- | ---- | ---- |
| 60   | ↗108 | ↘105 | ↗133 |

| Население                            | на 1 января 2010 года |
| ------------------------------------ | --------------------- |
| В возрасте до 16 лет                 | 21                    |
| Трудовые ресурсы (из них работающих) | 59 (54)               |
| Пенсионеры                           | 21                    |
| Всего                                | 101                   |

## История
В «Экономических примечаниях к планам Генерального межевания» по Вельскому уезду за конец XVIII века значилась деревня Аргуновская дворцового ведомства на правом берегу реки Ваги «при большой дороге из г. Вельска в г. Кадников… В реках и речках рыба разных пород, водою изобильны, а вода здорова, земля сероглинистая, хлеб и покосы средственны, лес строевой сосновый и еловый и дровяной; крестьяне на положенном и казённом окладе».
Указана в «Списке населённых мест по сведениям 1859 года» в составе Вельского уезда Вологодской губернии как «Аргуновская(Заозерье)». Насчитывала 16 дворов, 67 мужчин и 61 женщину..

## Инфраструктура
Жилищный фонд деревни составляет 4,5 тыс. м². Объекты социальной сферы и торгового (выездного или стационарного) обслуживания населения на территории населённого пункта отсутствуют.